# Girlicious (album)
Girlicious este albumul de debut al grupului american Girlicious. Data lansării a fost amânată din 1 iulie 2008 pentru data de 12 august în Canada. Într-un interviu, una dintre membrele grupului susțină că s-au înregistrat peste douăzeci de piese pentru album. Pe album apar colaborări cu Flo Rida, Kardinal Offishall și Sean Kingston. Albumul conține 15 piese. Leave You Alone, un cântec înregistrat în timpul filmării show-ului nu este prezent pe album și nici favoritul fanilor, "G.I.R.L.I.C.I.O.U.S." Pe data de 3 august a fost lansat un fragment de 90 de secunde din noul single, Baby Doll. Pe data de 5 august au fost făcute publice 90 de secunde din fiecare cântec al albumului, coperta și lista pieselor incluse pe album.

## Producători
Grupul a lucrat cu Ron Fair, The Runners, Jazze Pha, Dre & Vidal, Stefanie Ridel, Jonathan Rotem, Rico Love, Esther Dean, Mischke, Madd Scientist, Kadis & Sean, The Bank, Malkia "Milky" Thumbi, Beau Dozier, și Marsha Ambrosius. Robin Antin și Ron Fair fiind producătorii executivi.

## Tracklisting
Tracklisting varianta Canadiană
| #   | Cantec            | Artistul colaborator | Scriitorii                                     | Lungimea |
| --- | ----------------- | -------------------- | ---------------------------------------------- | -------- |
| 1.  | "Do About It"     |                      | T. Thomas, M. Ambrosius & S. Simms             | 3:41     |
| 2.  | "Baby Doll"       |                      | A. Harris, J. Jackson & M. Riddick             | 3:20     |
| 3.  | "Liar Liar"       | Flo Rida             | A. Harris, J. Jackson & K. Cossom              | 3:38     |
| 4.  | "Save the World"  |                      | A. Harris, V. Davis & R. Love                  | 3:47     |
| 5.  | "Here I Am"       |                      | C. Mays Jr., C. Dwight & P. HAMILTON           | 4:13     |
| 6.  | Already Gone      |                      | A. Harris, J. Jackson, S. Ridel & Mischke      | 3:44     |
| 7.  | "I.O.U.1"         | Kardinal Offishall   | Kadis and Sean & M. Thumbi                     | 4:15     |
| 8.  | "My Boo"          |                      | P. Alexander, E. Dean & C. Williams            | 4:12     |
| 9.  | "Radio"           |                      | A. Harris, V. Davis, R. Love & F. Walker       | 3:30     |
| 10. | "Still In Love"   | Sean Kingston        | J. Rotem, J. Poyser, K. Livingston & N. Flores | 3:42     |
| 11. | "It's Mine"       |                      | P. Alexander, E. Dean & C. Williams            | 3:30     |
| 12. | "The Way We Were" |                      | A. and M. Bergman & Marvin Hamlish             | 3:20     |
| 13. | "Stupid S***"     |                      | B. Dozier & S. Ridel                           | 3:07     |
| 14. | "Like Me"         |                      | P. Alexander, E. Dean & C. Williams            | 2:54     |
| *   | "Mirror"          |                      | M. Ambrosius, S. Simms & Bernard Edward Jr.    | 3:49     |

- *Piesă Bonus

## Datele Lansării
| Regiunea | Data                | Casa de Discuri |
| -------- | ------------------- | --------------- |
| Canada   | 12 august, 2008     | Geffen Records  |
| SUA      | 29 septembrie, 2008 | Geffen Records  |

## Clasamente & Vânzări
| Clasament            | Poziția maximă | Vânzări |
| -------------------- | -------------- | ------- |
| Canadian Album Chart | 2              | 20,000  |